# Pierluigi Severi
Pierluigi Severi (Asola, 20 gennaio 1941) è uno scrittore ed è stato giornalista pubblicista, dirigente d'azienda, politico italiano, Prosindaco di Roma dal 1981 al 1989 e amministratore delegato di SIPRA-RAI dal 1989 al 1994.

## Biografia

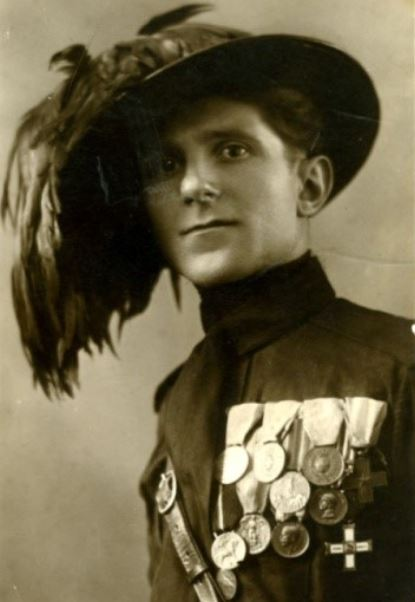
Lino Severi (Mantova 1899 - 1986). Padre di Pierluigi Severi, Capitano di Fanteria, illustratore, vignettista ed esponente della pittura futurista

Nasce ad Asola, in provincia di Mantova, il 20 gennaio 1941 da Olga Andreoli e Lino Severi (1899-1986). Il padre in giovanissima età è stato pluridecorato nella prima guerra mondiale, poi illustratore e vignettista del quotidiano Il Popolo d'Italia ed esponente della pittura futurista. 
Nel 1955 si trasferisce con la famiglia a Roma. A metà anni '60 inizia la sua attività politica.  
Tra il 1968 e il 1973, negli anni dell’autunno caldo, è segretario nazionale dei lavoratori del settore elettrico della Confederazione Generale Italiana del Lavoro (CGIL). Come giornalista pubblicista collabora con riviste e quotidiani tra cui L'Avanti!, Quaderni radicali, The Quality, Terzo Mondo e successivamente con la casa Editrice Minerva operando anche come formatore in tema di comunicazione in corsi per l'ANICA, per il Ministero dell'interno e per il Ministero del lavoro. 
Si laurea con il massimo dei voti e lode in sociologia presso l'Università degli Studi di Roma "La Sapienza". Eletto nel 1976 al consiglio comunale di Roma con il PSI, ricopre le cariche di capogruppo dal 1976 al 1981, di presidente della commissione cultura del Comune e di Prosindaco nella Giunta di sinistra di Luigi Petroselli. Dopo l'improvvisa morte del sindaco il 7 ottobre 1981, al suo funerale riceve Jacques Chirac, allora sindaco di Parigi, città gemellata con Roma, e fa il discorso commemorativo.  
Presiede per pochi giorni l'amministrazione comunale fino all'elezione del nuovo sindaco. Nella successiva Giunta guidata da Ugo Vetere è per quattro anni Prosindaco, e poi nuovamente per brevi periodi con Nicola Signorello e Pietro Giubilo, tra dimissioni e reincarichi, fino al 1989. Nella sua esperienza amministrativa ha ricoperto numerosi incarichi di Giunta, tra cui la delega alle Metropolitane e al Bilancio. 
Dal 1981 è promotore del progetto Roma Capitale volto a portare alla municipalità di Roma risorse adeguate allo sviluppo della sua funzione di Capitale d'Italia sull’esempio di altre nazioni in Europa e nel mondo. Nel 1983 Il Governo Craxi istituì la Commissione Roma Capitale presieduta da Giuliano Amato con i rappresentanti di Regione Lazio, Provincia e Comune di Roma, e in Parlamento, sempre su iniziativa socialista, venne approvata la prima legge che riconosceva a Roma finanziamenti nazionali speciali per la sua doppia funzione, di Città e Capitale. Da Prosindaco con delega all’Ufficio Studi del Campidoglio nel 1985 organizza il Convegno “Roma-Stato, Dare e Avere” con la partecipazione di intellettuali, imprenditori, manager e l’intervento dell’allora Presidente del Consiglio Bettino Craxi. 
Tra le iniziative culturali più significative si ricorda il rilancio di Cinecittà come polo cinematografico allora in crisi, in alternativa all’idea dell’Assessore alla Cultura Renato Nicolini promotore dell’idea di riutilizzo di Cinecittà come Area museale. Successivamente, come capo dell’Ufficio Studi del Comune propone di realizzare al Colosseo la Mostra dell’IPSOA - L’Economia italiana tra le due guerre, Evento straordinario, non senza polemiche, per l’utilizzo in precedenza mai avvenuto del monumento simbolo di Roma, che tra l’altro diede vita ad un pool finanziario e industriale che attraverso una ingente sponsorizzazione mirava al restauro dell’antico monumento e al tempo stesso al suo adattamento come spazio al suo interno adibito a mostre e spettacoli di alto profilo culturale. La Mostra registrò oltre 300 mila visitatori, un successo senza precedenti, ed ebbe  il merito di animare un vivace dibattito culturale e politico. 
Attività di capo delegazione all’estero in rappresentanza del Campidoglio, tra cui:  
1. a New York  nel 1983 su invito del Sindaco EIrving Koch e dove ebbe incontri con i Presidenti dei cinque boroughs: e le istituzioni culturali. Nel 1985 di nuovo a NY come relatore alla Conferenza della Columbia University sul tema della Mostra al Colosseo “L’Economia italiana tra le due Guerre”. Inoltre, in quell’occasione, promosse il gemellaggio tra i due ponti simbolo di Roma e New York – l’antico Ponte Milvio e il moderno Ponte di Brooklyn -, iniziativa che ebbe un seguito a Roma.
2. A Brasilia nel 1982 per il gemellaggio Roma-Brasilia in partnership con l’Università degli Studi la Sapienza /Cattedra di diritto Romano.
3. A Mosca nel 1986 su invito del Soviet della città e dell’Accademia delle Scienze in partnership con l’Università degli Studi La Sapienza/ Cattedra di Diritto Roma.

Dal 1989 al 1994 ricopre la carica di amministratore delegato di SIPRA, società del gruppo Rai. Successivamente svolge attività di consulente per case di produzione cinematografica private in progetti di comunicazione nell'ambito della pubblica amministrazione.  
Dal 2010 al 2019 è coordinatore di progetti di cooperazione internazionale in Medio Oriente (Iraq, Yemen), in Turchia, Libia e in  Africa sub-sahariana e australe. Dal 1984 ha ininterrottamente collaborato con la casa editrice Minerva fondata e diretta da Anna Maria Mammoliti fino al 2009 e quale membro della giuria al Premio Minerva dedicato alle eccellenze femminili italiane, dal 2009 dedicato ad Anna Maria Mammoliti, fondatrice e moglie.

## Vita privata

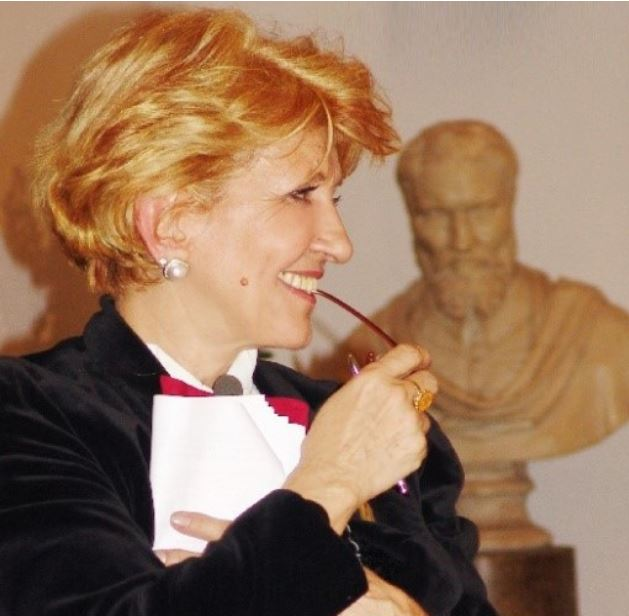
Anna Maria Mammoliti, moglie di Pierluigi Severi

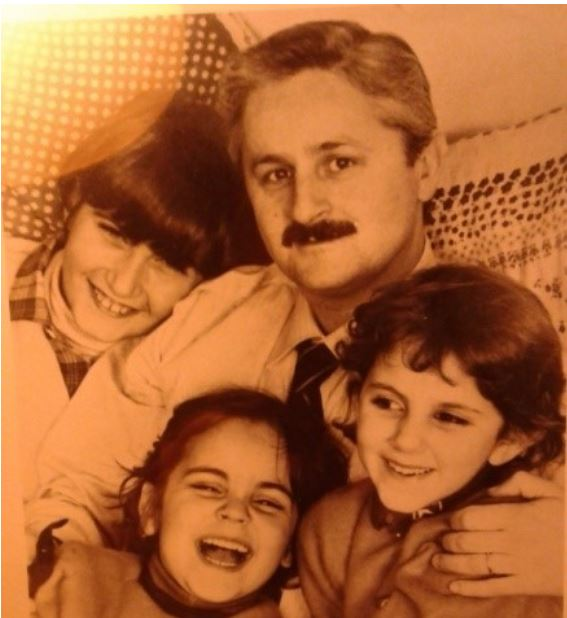
Pierluigi Severi con i figli Olga, Riccardo e Francesco ritratti all'inizio degli anni 80

Sposato con Anna Maria Mammoliti (1944-2009). La coppia ha avuto due figli gemelli, Olga e Riccardo, e Francesco, figlio di Anna Maria Mammoliti avuto da una precedente relazione. 

## Opere
- La doppia Capitale, Bari, Edizioni Dedalo, (1981). Premio Europa presidente Sergio Zavoli
- Il governo dell'energia tra stato, regioni, comuni: atti del convegno sul ruolo del Comune di Roma nell'ambito della legge 308/82 sul risparmio energetico e l'uso razionale dell'energia, Bari, Edizioni Dedalo, (1983) - prefazione di Pierluigi Severi
- Governare Roma. Dalla parte dei socialisti, di Antonio Manca, Edimez, (1981) - intervista a Pierluigi Severi
- Management e struttura organizzativa: il caso del Comune di Roma, di Franco Angeli, (1984)
- La collaborazione tra ente locale e privati nel settore residenziale: esperienze innovative in Italia e all'estero, di Ugo Girardi e Massimo Picciotto, Milano, Giuffre, (1984) - introduzione di Pierluigi Severi
- Peccato Capitale. La droga a Roma, di Antonio Manca, Eugenio Santoro, Anna Maria Mammoliti, Edizioni Dedalo (1982) - prefazione di Pierluigi Severi
- Il Socialista Possibile. Flussi elettorali a Roma, di Gianni Statera, Luigi Manconi, Franco Angeli, (1985) - prefazione di Pierluigi Severi
- La Fine di Mecenate, Edizioni Il Sole 24 Ore, (1993)
- I Giorni del Rancore, Milano, Baldini Castoldi Dalai Editore, (2004) ISBN 88-8490-669-5
- Quando tutto è lontano. Milano. Editore Rossini.Gruppo Santelli, (2024).